# Karl Deschner
Karl Deschner (Lebensdaten unbekannt) war ein deutscher Fußballspieler.

## Karriere

### Vereine
Deschner gehörte als Mittelfeldspieler zunächst Phönix Mannheim an, für den er in der vom Süddeutschen Fußball-Verband organisierten Meisterschaft in der Saison 1922/23 in der Kreisliga Odenwald, neben der Kreisliga Pfalz, Punktspiele bestritt und dazu beitrug, das seine Mannschaft am Ende die Kreismeisterschaft gewann. Das am 4. und 11. Februar 1923 in Hin- und Rückspiel ausgetragene Bezirksfinale Rhein gegen den FC Phönix Ludwigshafen, den Kreismeister Pfalz, wurde im Gesamtergebnis mit 2:7 verloren.
Von 1923 bis 1927 spielte er für den Ligakonkurrenten VfR Mannheim in der leistungsdichteren und nicht in Kreisligen unterteilten Bezirksliga Rhein. Am Ende seiner Premierensaison belegte er mit seiner Mannschaft mit drei Punkten Abstand auf den SV Waldhof Mannheim den zweiten Platz. In der Folgesaison gewann er mit seiner Mannschaft mit drei Punkten vor dem FC Phönix Ludwigshafen die Bezirksmeisterschaft Rhein. In der Endrunde um die Süddeutsche Meisterschaft setzte sich seine Mannschaft unter den fünf Bezirksmeistern mit zwei Punkten vor dem 1. FC Nürnberg durch. Infolgedessen nahm er mit dem VfR Mannheim an der Endrunde um die Deutsche Meisterschaft teil. Sein Debüt im Stadion Weidenpescher Park in Köln
am 3. Mai 1925 bei der 1:4-Niederlage gegen die TuRU Düsseldorf im Achtelfinale blieb zugleich sein einziges Endrundenspiel. Nach dem erneuten Gewinn der Bezirksmeisterschaft Rhein in der Folgesaison, belegte seine Mannschaft in der Endrunde um die Süddeutsche Meisterschaft den vierten Platz.
Von 1939 bis 1941 spielte er für den VfL Neckarau in der Gauliga Baden, eine von zunächst 16, später auf 23 aufgestockten Gauligen zur Zeit des Nationalsozialismus als einheitlich höchste Spielklasse im Deutschen Reich. In der in drei Gruppen unterteilten Gauliga, wovon eine Gruppe in drei Staffeln unterteilt war, belegte seine Mannschaft in der Gruppe Nordbaden den vierten Platz von sechs Mannschaften. Zum Abschluss seiner Fußballerkarriere gewann er 1941 die Gaumeisterschaft.

### Auswahlmannschaft
Als Spieler der Auswahlmannschaft des Süddeutschen Fußball-Verbandes nahm er am Wettbewerb um den Bundespokal teil und erreichte das am 22. Februar 1925 im Stadion Hoheluft in Hamburg angesetzte Finale, das gegen die Auswahlmannschaft des Norddeutschen Fußball-Verbandes mit 1:2 verloren wurde.

## Erfolge
- Gaumeister Baden 1941
- Süddeutscher Meister 1925
- Bezirksmeister Rhein 1925, 1926
- Zweiter der Kreismeisterschaft Rhein 1923
- Kreismeister Odenwald 1923
- Bundespokal-Finalist 1925